# Łanioch
Łanioch – osada w Polsce położona w województwie warmińsko-mazurskim, w powiecie iławskim, w gminie Iława.
W latach 1975–1998 miejscowość należała administracyjnie do województwa olsztyńskiego.

## Grodzisko Łanioch
Gród w Łaniochu (w literaturze również pod nazwami miejscowości Silma i Łanioch, oraz Kamionka) był najdalej wysuniętym na północny wschód słowiańskim punktem osadniczym związanym z rejonem dorzecza Osy i górnej Drwęcy. Jednocześnie byłby to punkt tranzytowy położony na szlaku łączącym ziemię chełmińską z północno-wschodnią Pomezanią. Prawdopodobna wydaje się schronieniowa funkcja grodu, szczególnie na początku XII wieku, gdy bardziej realnym stało się zagrożenie ze strony Prusów. Gród w Łaniochu zniszczony został najpóźniej na początku XIII wieku. Grodzisko położone jest na półwyspie jeziora Silm, oblanym od wschodu, południa i zachodu jego wodami. W tradycji lokalnej obiekt ten znany jest jako Poganek czy Poganka. Obiekt zbudowano na naturalnym piaszczystym wzniesieniu. Od strony jeziora wysokość nasypu wynosi ok. 25 m, a od strony lądu ok. 12 m. Owalny majdan, o wymiarach 36 x 92 m, tworzy nieckę (część centralna jest najbardziej zagłębiona). Wał otaczający majdan sięga 3–6 m ponad poziom wysoczyzny. Fosa znajduje się po północnej stronie grodziska. Zarówno pod względem form naczyń, jak i ornamentyki zastosowanej do ozdabiania ścianek, szczególnie liczne analogie do naczyń z grodziska znajdujemy w materiale z grodzisk Ziemi Chełmińskiej.